# Mycosphaerella graminicola
Mycosphaerella graminicola (Fuckel) J. Schröt. – gatunek grzybów z klasy Dothideomycetes. U pszenicy i pszenżyta wywołuje chorobę o nazwie septorioza paskowana liści pszenicy. Według ankiety przeprowadzonej wśród fitopatologów przez czasopismo "Molecular Plant Pathology" w 2012 r. gatunek ten znalazł się wśród 10 gatunków grzybów o największym znaczeniu w gospodarce człowieka.

## Systematyka i nazewnictwo
Pozycja w klasyfikacji według Index Fungorum: Mycosphaeria, Mycosphaerellaceae, Capnodiales, Dothideomycetidae, Dothideomycetes, Pezizomycotina, Ascomycota, Fungi.
Po raz pierwszy zdiagnozował go w 1865 r. K.W. Fuckel nadając mu nazwę Sphaeria graminicola. Obecną, uznaną przez Index Fungorum nazwę nadał mu J. Schröter w 1894 r.
Niektóre synonimy:

- Septoria curtisiana Sacc. 1884
- Septoria graminum Desm. 1843
- Septoria graminum var. avenae Desm.
- Septoria graminum var. colpodii Teterevn.-Babajan & Husseinova 1975
- Septoria graminum Desm. 1843 var. graminum
- Septoria graminum var. lolii Desm.
- Septoria tritici Berk. & M.A. Curtis 1874
- Septoria tritici var. lolicola R. Sprague & Aar.G. Johnson 1944
- Sphaerella graminicola Fuckel 1870
- Sphaeria graminicola Fuckel 1865

## Morfologia i rozwój
Grzyb mikroskopijny, pasożyt i saprotrof. Tworzy zarówno anamorfę, jak i teleomorfę. Ta ostatnia rozwija się jako saprotrof na obumarłych resztkach pożniwnych. Wytwarza okrągłe, ciemnobrązowe i zagłębione w tkankach roślinnych  pseudotecja. Mają średnicę 80–150 μm i ostiolę na szczycie. Worki  podłużne, gruszkowate, grubościenne, dwutunikowe, 8-zarodnikowe, o długości 30–40 (50) μm i szerokości 11–44 (20) μm. Powstają w nich bezbarwne, eliptyczne askospory z jedną przegrodą. Znajduje się ona w środku, lub nieco bliżej jednego z końców (częściej). Długość askospor wynosi od 9 do 16 (18) μm, szerokość od 2,5 do 4 μm.
Stadium anamorfy rozwija się na roślinach jako pasożyt. Na obumarłych już i znekrotyzowanych tkankach roślin wytwarza pyknidia o średnicy 60–200 μm. Są spłaszczone, okrągłe lub elipsoidalne i zagłębione w tkance rośliny. Mają owalny otwór ujściowy na szczycie. Początkowo są jasnobrązowe, potem coraz ciemniejsze, w końcu czarne. Wyrastają w przestrzeniach przedechowych rośliny w ten sposób, że ich ujścia wystają przez szparki aparatów oddechowych. Powstające w nich konidia (zwane też pykniosporami) są nitkowate, bezbarwne, proste lub nieco wygięte, mają zaokrągloną podstawę i stopniowo zwężający się koniec. Posiadają zazwyczaj dwie lub trzy przegrody. Rozmiary: 35–98 × 1–3 μm.
Infekcji dokonują zarówno askospory, jak i konidia. Patogen zimuje na obumarłych resztkach roślin i już jesienią infekuje siewki po zasiewach.

## RozwójMycosphaerella graminicola
|  |  |  |  |